# 山本忠通
山本 忠通（やまもと ただみち、1950年（昭和25年） - ）は、日本の外交官、国際公務員。在ユネスコ政府代表部特命全権大使等を経て、国際連合事務次長や、日本人として3人目の国際連合事務総長特別代表に就任し、国連アフガニスタン支援ミッション代表を務めた。2025年、瑞宝中綬章受章。

## 人物・経歴
- 1950年（昭和25年） 長崎県佐世保市生まれ[4][5]、佐世保重工業ロンドン事務所の初代所長となった父について中学校2年からロンドンのグラマースクールに進学[5]
- 1969年（昭和44年）04月 早稲田大学理工学部入学[5]
- 1970年（昭和45年）04月 東京工業大学（現東京科学大学）工学部入学[5]
- 1972年（昭和47年） 国家公務員採用上級甲種試験（経済）合格[5]
- 1973年（昭和48年）08月 外務公務員採用上級試験合格
- 1974年（昭和49年）03月 東京工業大学工学部社会工学科卒業（首席）、文芸評論江藤淳、経済学矢島鈞次に師事、同級生に津田純嗣など[6][5]
- 1974年（昭和49年）04月 外務省入省（欧亜局西欧第二課）[5]
- 1975年（昭和50年） オックスフォード大学留学[5]
- 1977年（昭和52年） オックスフォード大学卒業[7]、在英国日本国大使館（加藤匡夫秘書官）[5]
- 1983年（昭和58年）08月 在フィリピン日本国大使館一等書記官（政治班）
- 1985年（昭和60年）07月 在アメリカ合衆国日本国大使館一等書記官（政治班）
- 1987年（昭和62年）12月 経済局国際機関第一課課長補佐
- 1990年（平成02年）04月 経済局国際エネルギー課企画官
- 1990年（平成02年）07月 経済局国際機関第一課企画官
- 1991年（平成03年）12月 アジア局南東アジア第一課長
- 1994年（平成06年）02月 経済協力局技術協力課長
- 1994年（平成06年）04月 大臣官房外務大臣秘書官事務取扱
- 1996年（平成08年）01月 総合外交政策局企画課長
- 1996年（平成08年）07月 北米局北米第一課長
- 1998年（平成10年）02月 在大韓民国日本国大使館公使
- 2000年（平成12年）04月 ボストン総領事
- 2002年（平成14年）06月 在アメリカ合衆国日本国大使館公使
- 2005年（平成17年）01月 在アメリカ合衆国日本国大使館特命全権公使
- 2005年（平成17年）08月 国際テロ対策担当及びイラク復興支援等調整担当大使
- 2005年（平成17年）12月 兼北朝鮮核問題（廃棄・検証）担当大使
- 2006年（平成18年）08月 広報文化交流部長
- 2008年（平成20年）07月 特命全権大使（国際連合教育科学文化機関（ユネスコ）代表部大使）
- 2010年（平成22年）09月 アフガニスタン・パキスタン支援担当特命全権大使
- 2011年（平成23年）08月 アフガニスタン・パキスタン支援担当日本政府代表[8]
- 2012年（平成24年）09月 駐ハンガリー特命全権大使
- 2014年（平成26年）11月15日 国連アフガニスタン支援ミッション事務総長副特別代表（政治担当）[9]
- 2016年（平成28年）03月 国際連合事務総長特別代表（日本人としては10年ぶり3人目） 兼 国連アフガニスタン支援ミッション代表[10]
- 2020年（令和02年） 任期満了退任[2]、アシュラフ・ガニー大統領よりジャマールッディーン・アフガーニー勲章受章[11]、日本国際平和構築協会副理事長[12]
- 2021年（令和03年） 同志社大学客員教授[13]、京都芸術大学京都国際平和構築センター評議員[14]、笹川平和財団客員研究員[15]。
- 2023年（令和05年） 立命館大学国際関係学部客員教授[16]、立命館大学大学院国際関係研究科客員教授[17]
- 2025年（令和07年） 瑞宝中綬章受章[18]

## 同期
- 佐々江賢一郎（12年駐米大使・10年外務事務次官・08年政務担当外務審議官）
- 林景一（11年駐英大使・08年内閣官房副長官補・08年駐アイルランド大使）
- 小田部陽一（11年ジュネーブ国際機関政府代表部大使・08年経済担当外務審議官）
- 吉川元偉（13年国連大使・10年OECD大使・09年アフガニスタン・パキスタン支援担当大使・06年駐スペイン大使）
- 高松明（11年駐スロバキア大使・科学技術振興機構理事・06年駐キューバ大使）
- 石田仁宏（08年駐アルゼンチン大使・05年駐ペルー大使・72年語学研修員採用、74年外務省公務員採用上級試験に合格して再入省）
- 四宮信隆（10年駐ポルトガル大使・07年駐ドミニカ共和国大使）
- 原田親仁（16年日露関係担当大使・11年駐露大使・08年駐チェコ大使）
- 目賀田周一郎（11年駐メキシコ大使・08年駐ペルー大使）
- 卜部敏直（11年駐フィリピン大使・07年駐アイルランド大使）
- 遠藤茂（09年駐サウジアラビア大使・07年駐チュニジア大使）
- 多賀敏行（12年駐ラトビア大使･09年駐チュニジア大使）
- 斉藤隆志（10年駐ミャンマー大使・06年駐セネガル大使）
- 城田安紀夫（10年駐ノルウェー大使・07年駐イラン大使・04年イラク復興支援等調整担当大使・01年駐カタール大使）
- 山中誠（11年駐ポーランド大使・10年科学技術担当大使・07年駐シンガポール大使）
- 佐藤重和（12年駐タイ王国大使・10年駐オーストラリア大使）
- 中根猛（12年駐独大使・09年ウィーン国際機関代表部大使）
- 黒木雅文（13年駐セルビア大使・09年駐カンボジア大使）
- 西ヶ廣渉（14年宮内庁宮務主管・12年駐ルクセンブルク大使・09年駐リビア大使）
- 吉澤裕（12年駐南アフリカ共和国大使・08年駐フィジー大使）
- 貞岡義幸（10年駐パラオ大使）
- 寒川富士夫（10年駐マラウイ大使）
- 沼田幹男（12年駐ミャンマー大使・11年外務省領事局長）
- 白石和子（12年駐リトアニア大使）
- 高橋二雄（13年駐アゼルバイジャン大使）
- 小池孝行（13年駐キルギス大使）
- 中北徹（07年アジア・ゲートウェイ戦略会議座長代理）

## 著書
- 『アフガニスタンの教訓 : 挑戦される国際秩序』（内藤正典と共著）集英社新書 2022年
- 『ユーラシア・ダイナミズムと日本』（共著、日本国際フォーラム編）中央公論新社 2022年